# Tara Reid
Tara Donna Reid (/riːd/ Wyckoff, Nueva Jersey, 8 de noviembre de 1975) es una actriz de cine estadounidense. Conocida principalmente por su participación en las películas de American Pie. Es conocida por su papel recurrente como Danni Sullivan en la comedia-drama de NBC Scrubs.
Comenzó su carrera por televisión con varias apariciones en programas como Saved By The Bell: The New Class, Days of our Lives, y California Dreams. 
Su debut en el cine fue en A Return to Salem's Lot (1987), a la que siguieron éxitos de taquilla como The Big Lebowski (1998), Urban Legend (1998), y American Pie (1999).
Desde entonces ha interpretado papeles en varias películas, incluyendo Dr. T & the Women (2000), Josie and the Pussycats (2001), National Lampoon's Van Wilder (2002), My Boss's Daughter (2003), y Alone in the Dark (2005).

## Primeros años
Reid nació y creció en Wyckoff, Nueva Jersey, hija de Donna y Tom Reid, ambos eran profesores y dueños de centro de atención diurna. Asistió a la Escuela Católica Primaria St. Elizabeth, Dwight D. Eisenhower, Rampao High School, John F. Kennedy High School en Granada Hills y se graduó de la Academia Barnstable, una escuela secundaria alternativa. 
También asistió a la escuela Professional Children, en Manhattan junto a los actores Christina Ricci, Jerry O'Connell, Sarah Michelle Gellar y Macaulay Culkin. Reid tiene hermanos gemelos llamados Collen y Patrick y otro hermano, Tom.

## Carrera
Reid comenzó a actuar a los nueve años de edad, estando en el programa de juegos Child's Play, y apareció en más de 100 comerciales, incluyendo Jell-O, McDonald's, Crayola y Milton Bradley. Al ser adolescente, estuvo en Saved By The Bell: The New Class y All My Children.
Después de mudarse a Hollywood en 1997, Reid se introdujo en el cine, consiguiendo el papel en The Big Lebowski en 1998, su primer papel número 1 de taquilla. 
Terminó el año apareciendo en dos primeros de taquilla, Cruel Intentions y Urban Legend. Reid interpretó el papel de la virginal Vickie en la película de enorme éxito American Pie (1999), que ganó más de 102 000 000 dólares en la taquilla de los Estados Unidos y convirtiéndose su cuarto número uno. Reid protagonizó en una serie de películas de éxito, como Josie and the Pussycats y Dr. T and the Women. En el 2001 y 2002, recuperó su éxito con American Pie 2 y National Lampoon's Van Wilder, junto con Ryan Reynolds. Regresó a la pantalla pequeña con la persona de la serie cómica de NBC Scrubs, apareciendo en 11 episodios de la Temporada 3. Apareció junto a Ashton Kutcher en My Boss's Daughter, por la cual estuvo nominada por Peor Actriz de Reparto y Peor Pareja en Pantalla en los Premios Golden Raspberry. 
Interpretó el personaje principal de la película de horror Alone in the Dark del 2005. La película recibió malas críticas por parte de los críticos, y Reid recibió una nominación a un premio Razzie por Peor Actriz. En enero de 2007, Reid filmó un comercial con Daniel Conn para Dodo, un proveedor de Internet australiano. Reid firmó para ser anfitriona para Wild On Tara Reid para E! (luego nombrado Taradise), un programa que mostraba las vacaciones de la alta sociedad y puntos calientes. El programa salió al aire en octubre de 2005, y fue cancelado en febrero de 2006, debido a la baja audiencia, con sólo 8 de 14 episodios al aire. Entre 2007 y 2008, protagonizó las películas directas para vídeo 7–10 Split/Strike, If I Had Known I Was a Genius (que fue lanzada en el Festival de Cine de Sundance 2007), y Clean Break/Unnatural Causes. También interpretó el papel principal en la película hecha para televisión de horror Vipers. En 2010, obtuvo el papel de Bonnie en el thriller The Fields, que está programada para el 2011.
Reid también tiene una línea de ropa con el diseñador Don Ed Hardy, Christian Audigier, titulada Mantra. Reid apareció en la revista y edición de enero/febrero de 2010 de Playboy, aunque informes anteriores habían indicado que había posado desnuda para la revista.
Tara Reid se unirá con Charmaine Blake para convertirse en portavoz en contra de la Trata de Personas. 
El 18 de agosto de 2011 se convierte en una de las concursantes de gran hermano VIP en Reino Unido.

## Vida personal
Reid estuvo involucrada románticamente con Carson Daly a principios de 2000. Daly hizo una aparición en Josie and the Pussycats (protagonizada también por Reid), en que él bromea, mientras intenta asesinar al personaje de Reid, diciendo que en otras circunstancias podrían haber tenido una relación romántica. En junio de 2001, Reid y Daly terminaron su compromiso. Había salido anteriormente con el jugador de hockey ruso Sergei Fedorov. 
Es muy conocida por ser un personaje muy mediático debido a las constantes fiestas con Paris Hilton, pero por sobre todo sus numerosas borracheras.
En octubre de 2006, Reid reconoció en una entrevista con Us Weekly que tuvo una liposucción. En la entrevista, ella explica como su cirugía plástica "salió mal" y también explica por qué decidió hacerse una cirugía plástica, diciendo que sus pechos eran desiguales y que quería "todo nuevo" para una nueva película. La liposucción dio como resultado una deformidad. En la misma entrevista, el cirujano plástico de Reid, el Dr. Steven Svehalk, dijo que él realizó un procedimiento llamado "cobertura de mastopexia" para corregir el aumento original, y realizó una liposucción adicional con la esperanza de igualarse con su estómago.
En los últimos meses de 2008 salió de rehabilitación debido a su adicción al alcohol.
El 14 de junio de 2009, Tara llegó muy ebria al Festival Internacional de Cannes, por lo que tuvo varios problemas.
El 18 de enero de 2010, el novio de Reid, Michael Axtmann, un empresario de Internet de Núremberg, le propuso matrimonio en el restaurante The Little Door en Los Ángeles. La pareja había informado que planeaban una ceremonia íntima para el verano de 2010. Sin embargo, el 20 de abril, se informó que la boda se había cancelado y que la relación con Axtmann había terminado, con un representante diciendo: "Tara Reid ha confirmado que ella no seguirá adelante con su boda del 22 de mayo."
Más tarde ese año en noviembre, ella empezó a salir con un hombre de negocios danés llamado Michael Lillelund. Según la revista People, el 14 de agosto de 2011, el portavoz de Reid informó que ella y Lillelund se habían casado en Grecia el día anterior, pero Lillelund lo negó afirmando que no había mantenido ningún contacto con Reid desde febrero. 
En agosto de 2012, Reid hizo público que se había casado con el financiero búlgaro Zachary Kehayov, y en octubre de ese mismo año comunicó que no estaban casados legalmente.

## Filmografía
| Año  | Título                              | Papel                              | Notas                |
| ---- | ----------------------------------- | ---------------------------------- | -------------------- |
| 1987 | A Return to Salem's Lot             | Amanda                             |                      |
| 1998 | The Big Lebowski                    | Bunny Lebowski                     |                      |
| 1998 | Girl                                | Cybil                              |                      |
| 1998 | I Woke Up the Day I Died            | Reina del Baile / Camarera en Club |                      |
| 1998 | Urban Legend                        | Sasha Thomas                       |                      |
| 1999 | Cruel Intentions                    | Marci Greenbaum                    |                      |
| 1999 | Around The Fire                     | Jennifer                           |                      |
| 1999 | American Pie                        | Victoria 'Vicky' Lathum            |                      |
| 1999 | Body Shots                          | Sara Olswang                       |                      |
| 2000 | Dr. T & the Women                   | Connie                             |                      |
| 2001 | Just Visiting                       | Angelique                          |                      |
| 2001 | Josie and the Pussycats             | Melody Valentine                   |                      |
| 2001 | American Pie 2                      | Victoria 'Vicky' Lathum            |                      |
| 2002 | National Lampoon's Van Wilder       | Gwen Pearson                       |                      |
| 2003 | Devil's Pond                        | Julianne                           | Directo a vídeo      |
| 2003 | My Boss's Daughter                  | Lisa Taylor                        |                      |
| 2005 | Alone in the Dark                   | Aline Cedrac                       |                      |
| 2005 | The Crow: Wicked Prayer             | Lola Bryne                         | Directo a vídeo      |
| 2005 | Silent Partner                      | Dina                               | Directo a vídeo      |
| 2006 | Incubus                             | Jay                                | Directo a vídeo      |
| 2007 | If I Had Known I Was a Genius       | Stephanie                          | Directo a vídeo      |
| 2007 | 7-10 Split/Strike                   | Lindsay / Lil Reno                 | Directo a vídeo      |
| 2008 | Senior Skip Day                     | Ellen Harris                       | Directo a vídeo      |
| 2008 | Clean Break/Unnatural Causes        | Julia McKay                        | Directo a vídeo      |
| 2010 | Land of Canaan                      | Amy                                |                      |
| 2010 | Last Call                           | Lindsay                            |                      |
| 2011 | Campos de sangre                    | Bonnie                             |                      |
| 2012 | American Reunion                    | Victoria "Vicky" Lathum            |                      |
| 2013 | Sharknado                           | April Wexler                       | Directo a vídeo/TV   |
| 2014 | Sharknado 2: The Second One         | April Wexler                       | Directo a vídeo/TV   |
| 2014 | Charlie's Farm                      | Natasha                            | Película Australiana |
| 2015 | Sharknado 3 Oh Hell No!             | April Wexler                       | Directo a vídeo/TV   |
| 2016 | Sharknado: The 4th Awakens          | April Wexler                       | Directo a vídeo/TV   |
| 2017 | Sharknado 5: Global Swarming        | April Wexler                       | Directo a vídeo/TV   |
| 2017 | Trailer Park Shark                  | Billie Jean                        | Directo a vídeo/TV   |
| 2018 | The Last Sharknado: It's About Time | April Wexler                       | Directo a vídeo/TV   |
| 2019 | Ouija House                         | Joven Katherine                    |                      |
| 2020 | Bleach                              | Maria                              |                      |

| Año       | Título                           | Papel          | Notas                     |
| --------- | -------------------------------- | -------------- | ------------------------- |
| 1994      | Saved by the Bell: The New Class | Sandy          | Episodio "Squash It"      |
| 1995      | Days of Our Lives                | Ashley         | 5 episodios               |
| 1996      | California Dreams                | Sarah          | Episodio "Graduation Day" |
| 2003–2005 | Scrubs                           | Danni Sullivan | 11 episodios              |
| 2004      | Quintuplets                      | Sr. Foley      | Episodio "Teacher's Pet"  |
| 2004      | Knots                            | Emily          | Película de televisión    |
| 2005–2006 | Taradise                         | Ella misma     | Regular en serie          |
| 2007      | Wild n' Out                      | Ella misma     | 1 episodio                |
| 2008      | Vipers                           | Nicky Swift    | Película de televisión    |
| 2011      | Celebrity Big Brother (UK)       |                |                           |
| 2017      | Hell's KItchen                   | Ella misma     | Episodio "Tequila shots?" |